# Синиша Дражич
Синиша Дражич (серб. Синиша Дражић; нар. 16 грудня 1967) – сербський шахіст, гросмейстер від 2000 року.

## Шахова кар'єра
Одного з перших міжнародних успіхів досягнув в 1990 році, поділивши 2-ге місце (позаду Сергія Яновського разом з Яношем Ріго, випередивши, зокрема, Анджея Філіповича на турнірі з фестивалю Dortmunder Schachtage в Дортмунді. 1994 року представляв Югославію на зіграному в Софії чемпіонаті світу серед студентів, поділивши 6-8-ме місце. У наступних роках здобув низку особистих успіхів, перемігши або поділивши 1-ші місця, зокрема, в таких містах, як:
- Кліші (1998),
- Вейк-ан-Зеє (1998, турнір Sonnevanck),
- Чезенатіко (2000, разом з Іваном Фараго і Венціславом Інкьовим),
- Новий Сад (2001),
- Мілан (2001, разом з Андрієм Максименком),
- Братто (2001, разом з Володимиром Єпішиним, Вадимом Міловим, Ігорем Хенкіним, Мікеле Годеною і Джуліо Борго),
- Бачка-Паланка (2002, разом із зокрема, Душаном Райковичем, Васіле Сандуляком і Дмитром Свєтушкіним),
- Мілан (2004),
- Бассано-дель-Граппа (2004),
- Фальконара-Мариттіма (2005),
- Новий Сад (2005),
- Кортіна-д'Ампеццо (2005, разом із зокрема, Мікеле Годеною)
- Падуя (2005, разом з Еральдом Дервіші і Миролюбом Лазичем),
- Джаково (2006, разом з Анте Бркічем),
- Ель-Саусаль (2007, разом з Міхалом Мчедлішвілі, турнір зі швидких шахів),
- Сенігаллія (2007, разом з Ігорем Єфімовим і Тодором Тодоровим),
- Мілан (2007, разом з Роллі Мартінесом),
- Монті (2007, разом з Володимиром Бакланом),
- Новий Сад (2007, разом з Драганом Косичем),
- Врнячка-Баня (2007, разом з Деяном Пікулою),
- Спліт (2008),
- Задар (2008, відкритий чемпіонат Хорватії),
- Ольбія (2008, разом з Вієстурсом Меєрсом),
- Зренянин (2008, разом з Михайлом Златичем),
- Вуковар (2009).

2009 року поділив 2-3-тє місце (позаду Івана Іванишевича, разом з Мілошом Перуновичем) у фіналі чемпіонату Сербії.
Найвищий рейтинг Ело в кар'єрі мав станом на 1 вересня 2010 року, досягнувши 2546 очок займав тоді 15-те місце серед сербських шахістів.